# FC Nistru Otaci
Der FC Nistru Otaci (wegen Fusion mit Unisport-Auto Chișinău von 1999 bis 2000: FC Nistru-Unisport Otaci) war ein moldauischer Fußballverein aus Otaci.

## Geschichte

Altes Logo von FC Nistru Otaci

Nistru Otaci wurde 1953 unter seinem heutigen Namen gegründet. Im Herbst 1992 stieg der Klub in die im Frühjahr nach der Unabhängigkeit Moldaus neu gegründete Divizia Națională auf. Dort konnte man sich in der Saison 1992/93 im Mittelfeld platzieren und erreichte das Halbfinale des moldauischen Pokals, wo man jedoch nach einer deutlichen 1:8-Niederlage gegen den späteren Pokalsieger Tiligul Tiraspol ausschied.
1994 wurde Nistru Otaci Ligavierter, die Revanche gegen Tiligul Tiraspol, dieses Mal im Pokalfinale, misslang durch eine 0:1-Niederlage nach Verlängerung. Nachdem man sich in den folgenden Jahren im vorderen Mittelfeld etablieren konnte, erreichte der Klub 1997 erneut das Pokalfinale, gegen Zimbru Chișinău verlor man allerdings im Elfmeterschießen.
Während der Saison 1998/99 wurde Nistru zu einem Punktabzug verurteilt, da die Nachwuchsmannschaft zu mehreren Spielen nicht angetreten war. Da der Klub anschließend ab dem 16. Spieltag nicht mehr zu den Meisterschaftsspielen antrat, wurde er gänzlich vom Spielbetrieb ausgeschlossen. Im Sommer fusionierte man mit den FC Unisport-Auto Chișinău, die den Klassenerhalt geschafft hatten, da der Gegner in den Relegationsspielen, Migdal Carahasani, nicht angetreten war.
Die Saison 1999/2000 beendete FC Nistru-Unisport Otaci als Tabellenvierter, der Zusammenschluss wurde jedoch am Ende der Saison aufgehoben und Nistru trat wieder allein in der ersten Liga an. 2001 stand der Klub zum dritten Mal im Pokalfinale, welches Sheriff Tiraspol jedoch im Elfmeterschießen für sich entscheiden konnte. Da Șerif auch Landesmeister wurde, vertrat Nistru erstmals Moldau im Europapokal.
2002 wurde Nistru mit 15 Punkten Rückstand auf Șerif Tiraspol Vizemeister. Auf sie traf der Klub auch im moldauischen Pokalfinale, verlor jedoch die Revanche für die Finalniederlage im Vorjahr nach 120 Minuten mit 2:3. 2003 erreichte der Verein zum dritten Mal in Folge das Pokalfinale, die Niederlage gegen Zimbru Chișinău im Elfmeterschießen bedeutete allerdings, dass auch im fünften Anlauf Nistru Otaci den Kürzeren zog, aber frühestens nach Ende der Verlängerung geschlagen wurde.
2004 bis 2006 beendete Nistru jeweils die Saison als moldauischer Vizemeister hinter Șerif Tiraspol, die bis zu 18 Punkte Vorsprung aufweisen konnten. 2005 gelang dem Verein erstmals ein Titelgewinn. In ihrem sechsten Pokalfinale gelang durch einen Treffer in der 89. Minute gegen Dacia Chișinău durch einen 1:0-Erfolg der Gewinn der Trophäe. Die Titelverteidigung misslang jedoch, als man im Mai 2006 das Pokalfinale gegen Șerif Tiraspol mit 0:2 verlor.
In der ersten Qualifikationsrunde des UEFA-Cups 2008 schied der Verein gegen den deutschen Bundesligisten Hertha BSC nach einem 1:8 in Berlin und einem 0:0 in Chișinău aus dem Wettbewerb aus. Der Verein wurde 2017 aufgelöst.

## Erfolge
- Divizia A
- Sieger:1992
- Moldauischer Pokal:
  - Sieger: 2005
  - Finalist: 1994, 1997, 2001, 2002, 2003, 2006, 2007, 2008